# Wadowice Górne
Wadowice Górne is een dorp in het Poolse woiwodschap Subkarpaten, in het district Mielecki. De plaats maakt deel uit van de gemeente Wadowice Górne.